# Xylocopa bicristata
Xylocopa bicristata är en biart som beskrevs av Maa 1954. Xylocopa bicristata ingår i släktet snickarbin, och familjen långtungebin. Inga underarter finns listade i Catalogue of Life.